# あすけん
あすけん(asken)は、2007年に日本で生まれたウェブサービス&スマートフォンアプリである。

## 概要
いわゆるレコーディングダイエットを行うためのアプリで、食生活改善をしたい人向けに開発された。管理栄養士の栄養指導のDX化を目指した点が特徴である。
アプリに登場する女性栄養士のキャラクターは名前は「未来（みき）」で、アクリルスタンドも発売されている。
2023年12月には『あすけん』の管理栄養士・道江美貴子が監修した公式レシピ本『あすけん公式 結局、これしか作らない！短いレシピ』が発売された。
2024年3月に累計会員数が1000万人を突破した。
2024年7月にはあすけんとポケモンスリープと筑波大学国際統合睡眠医科学研究機構（IIIS）との食事管理と睡眠の関係性に関する共同調査が発表された。

## 運営会社
株式会社グリーンハウスが100％出資する、株式会社asken（東京都新宿区）が運営する。
旧会社名は、株式会社ウィット。